# Hilton Flight
Pour les articles homonymes, voir Hilton.
 (août 2019).
Hilton Flight (né en 1993, mort en 2009) est un cheval du stud-book de l'Irish Sport Horse, monté en Saut d'obstacles international par Richard Spooner.    

## Histoire
Né en 1993, il a été élevé par Jennifer Giles, Kilmurray, Kilmacanogue, Bray, comté de Wicklow. Il est monté avec succès comme jeune cheval en Irlande par Clement McMahon, avant d'être vendu aux États-Unis, où il remporte plusieurs Grand Prix avec Richard Spooner.
Hilton Flight est mort en 2009. 

## Description
Il mesure 1,73 m. 

## Palmarès
- 2003 : vainqueur du Grand Prix Esso d'une valeur de 40 000 $ à Spruce Meadows, Calgary, Canada
- 2003 : vainqueur de la Coupe BP de 75 000 $ à Spruce Meadows
- 2004 : Finaliste de la Coupe du monde 2004, à Milan en Italie, à la 12e place
- 2004 : vainqueur du Grand Prix Ford à 150 000 $ à Indio, en Californie.
- Cheval de l'année 2004 PCHA
- 2004 : vainqueur du Grand prix international de Los Angeles
- 2004 : vainqueur du Grand prix Showpark de 40 000 $
- 2004 : Participation au premier tour des Jeux olympiques d'été d'Athènes
- 2004 : 2e du Grand Prix EMO à 50 000 $
- 2005 : vainqueur du Grand Prix HITS de 75 000 $ à Indio, Californie
- 2006 : 2ème de la Coupe Luscar à 1,50 m, à Spruce Meadows
- 2006 : 5e du Grand Prix Spruce Meadows CN Reliability, à 1,60 m
- 2006 : Deuxième du tournoi de la Coupe Shell (faute de temps) d'une valeur de 175 000 $ (35 000 $) à Spruce Meadows

## Origines
Hilton Flight est un fils de l'étalon Irish Sport Horse Errigal Flight, lui-même fils d'un grand reproducteur de chevaux d'obstacles, le Trait irlandais King of Diamonds. Errigal Flight a également engendré Ado Annie, monté par Will Simpson.